# باول رايت
باول رايت (بالإنجليزية: Paul Wright)‏ (17 أغسطس 1967 في المملكة المتحدة - ) هو لاعب كرة قدم بريطاني في مركز الهجوم. شارك مع منتخب اسكتلندا تحت 21 سنة لكرة القدم. أما مع النوادي، فقد لعب مع سانت جونستون وكوينز بارك رينجرز ونادي أبردين ونادي فالكيرك ونادي كيلمارنوك ونادي هيبرنيان وLarkhall Thistle F.C. ‏ ونادي غرينوك مورتون.

## وصلات خارجية
- باول رايت على موقع قاعدة بيانات كرة القدم.إي يو (الإنجليزية)
- باول رايت على موقع Soccerbase.com (لاعب) (الإنجليزية)